# 屋ノ下島
屋ノ下島（やのしたじま）は、伊平屋伊是名諸島の無人島で、日本復帰後は埋め立てにより伊是名島と陸続きとなった。1998年（平成10年）に伊是名場外離着陸場が建設された。

## 地理
面積0.23平方キロメートル、周囲1.88キロメートル、標高8メートルの無人島で、沖縄本島の北方、伊是名島の西端部に位置する勢理客集落の北西約500メートルに存在した。沖縄県島尻郡伊是名村に属し、大字は「勢理客（せりきゃく、じっちゃく）」に含まれる。「伊平屋の七離れ」と称される伊平屋伊是名諸島を構成する島の一つである。東シナ海上にあり、干潮時に伊是名島と繋がっていた。
伊是名島の周辺離島と同様に、琉球石灰岩からなる島で、海岸部には砂丘、付近の海域にサンゴ礁が発達している。島の西側には、有孔虫の殻を基としてサンゴ礫を含んだ石灰岩が分布している。
島内に56科126種の維管束植物が確認され、そのうち帰化植物は10種とされる。対岸の勢理客には、マングローブの植生を構成するメヒルギとオヒルギが生息している。かつて当地で、これらの種は確認されなかったが、屋ノ下島と伊是名島との海域が干拓や河川事業などで砂泥地となり、生育に適した汽水域へ変化したと考えられる。島の東部と南部の海岸にウコンイソマツの群落が見られ、その内陸側にクサトベラやモンパノキの群落が分布している。

## 歴史
屋ノ下島は「ヤノサ」または「ヤノシャ」ともいわれ、『絵図郷村帳』には「屋之下島」とある。
勢理客の住民は、畑や墓地として利用してきた。かつて伊是名島との間の海域に面していた場所に「ガラヌシヤー」と呼ばれる拝所があり、また屋ノ下島の南に位置する岩礁は「ウーシリー」といわれ、勢理客の漁港を往来する船舶が目印として利用していた。
米軍統治時代の1969年（昭和44年）から翌年にかけて、琉球政府の補助により勢理客漁港の浚渫工事が実施された。日本復帰後の1973年（昭和48年）に、伊是名村の単独事業として、当漁港の水路と泊地建設を目的とした浚渫が再び行われた。その浚渫土を用いて、屋ノ下島と伊是名島の海域を埋め立て、2島は地続きとなった。
島内に企業が経営する牧場が存在し、牧柵内にヤギが放たれていたが、1980年（昭和55年）頃に閉鎖された。1984年（昭和59年）度より、沖縄県で初の干拓事業が開始、1985年（昭和60年）1月に公有水面28ヘクタール、総面積にして53ヘクタールの干拓事業が着工した。島の北側の海域を干拓し、1990年（平成2年）に完了した。
1998年（平成10年）、沖縄県で初となる小型航空機用「伊是名場外離着陸場」が島内に完成した。伊平屋村との共同で空港建設構想を掲げ、両村で一つの伊平屋空港を運用する計画であったが、伊是名村は独自で建設する方針に変更した。滑走路の長さは610メートル、幅22メートルの離着陸場で、同年11月9日に開港式が行われた。

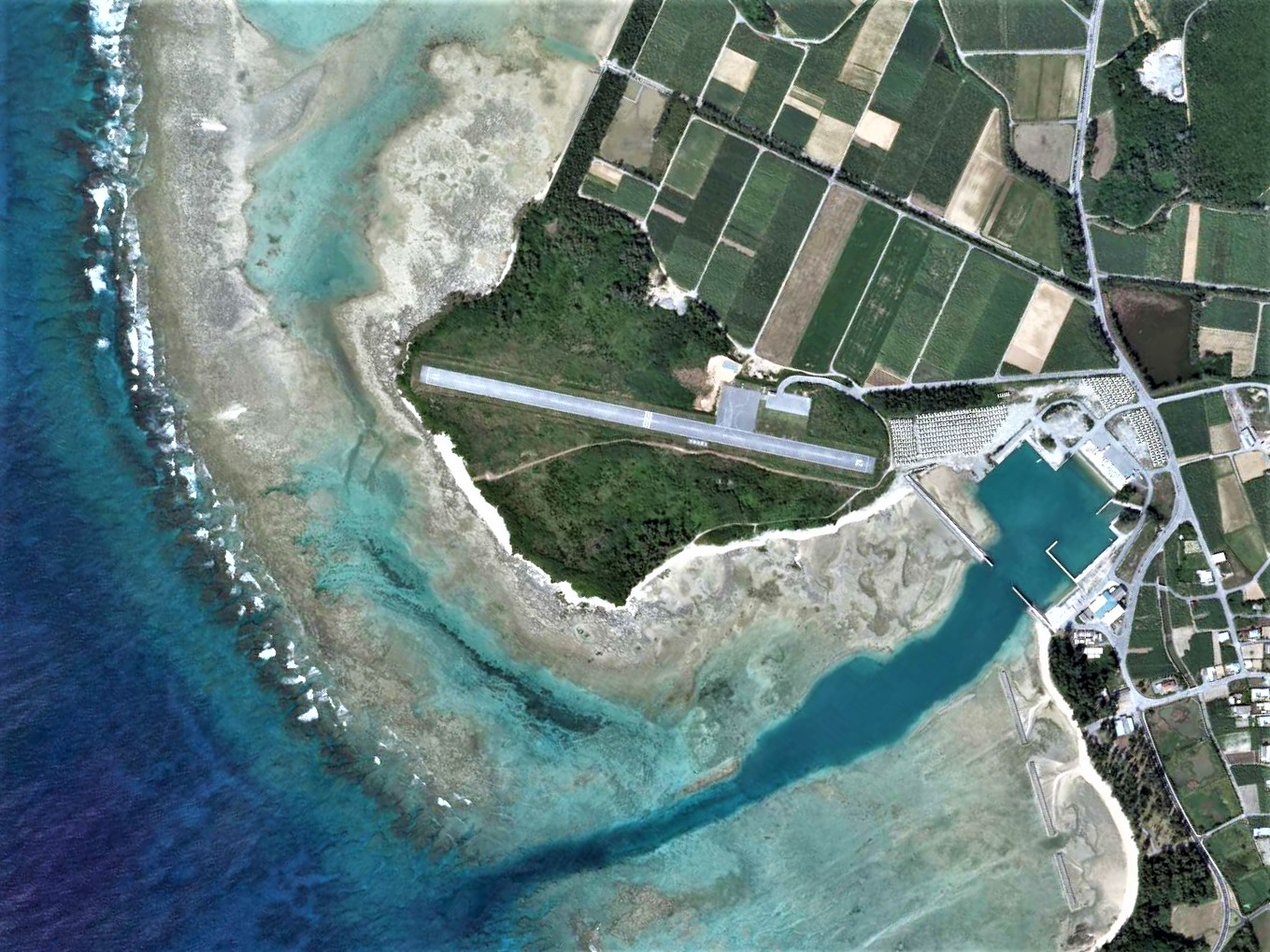
2008年撮影の屋ノ下島の航空写真。国土交通省 国土地理院 地図・空中写真閲覧サービスの空中写真を基に作成
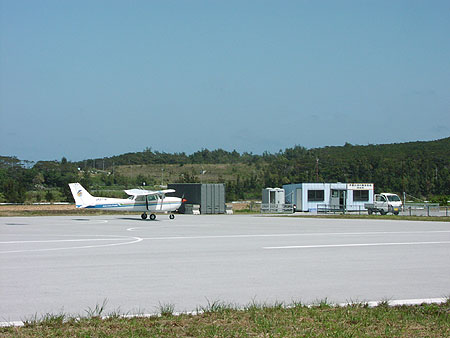
伊是名場外離着陸場